# Strada Jean-Louis Calderon
La Strada Jean-Louis Calderon est une rue de Bucarest.

## Origine du nom
Elle porte le nom du journaliste Jean-Louis Calderon qui est décédé lors des évènements de 1989.

## Bâtiments remarquables et lieux de mémoire
- Parc universitaire (Parcul Universitarilor)
- Théâtre Lucia Sturdza
- Salle Toma Caragiu
- Direction Générale des Finances Publiques de la Municipalité de Bucarest
- Maison du philanthrope Vassiliu Bolnavu (ro), aujourd'hui agence de l'UniCredit Bank Romania (en), à l'angle de Strada C.A. Rosetti  et Strada Jean-Louis Calderon